# Natalia Adamska
Natalia Adamska (* 15. ledna 1998, Bydhošť) je polská tanečnice a baletka a sólistka baletu Národního divadla moravskoslezského. 

## Život
Natalia se narodila v Bydhošti do baletní rodiny. Její rodiče a dědeček byli tanečníci, a protože ji nemohli nechávat samotnou doma, chodívala už od malička do divadla. Od 6 až 7 let navštěvovala baletní studio a účinkovala v různých divadelních představeních. O pokračování na profesionální baletní škole zprvu neuvažovala, jelikož tuto školu měla 200 km daleko od domova. Když jí ale při sportovních aktivitách její učitel řekl, že nemá plýtvat časem a má jít na přijímačky do baletní školy, rozhodla se to udělat, a tak od 2009 do 2014 studovala na Národní baletní škole v Gdaňsku. Poté navázala další studium na nezávislé taneční škole Tring Park School for the Performing Arts v Londýně, kde rozvíjela své studijní zkušenosti a dovednosti do roku 2017.
V dubna roku 2017 nastoupila jako stálý host baletu do Národního divadla moravskoslezského v Ostravě, kde se v prosince téhož roku stala sboristou s povinností sóla. Její vzhled a přirozený herecký projev ji předurčují k rolím mladých dívek, a tak se například objevila v ženském duetu v inscenaci Rossinoho karty a v rolích Přítelkyně Svanildy v Coppélii a Carmen ve stejnojmenné inscenaci. Od září 2022 zastává v tomto divadle funkci sólistky baletu.
Roku 2022 obdržela Cenu Thálie v oboru Balet, pantomima a jiný tanečnědramatický žánr za ztvárnění hlavní role v inscenaci Carmen, za kterou byla i nominována na Cenu Jantar.